# Liisa Varul
Liisa Varul (* 21. Juli 2004) ist eine estnische Tennisspielerin.

## Karriere
Varul spielt bislang vorrangig auf der ITF Women’s World Tennis Tour, wo sie bisher einen Titel im Doppel gewinnen konnte.
Ihr erstes Turnier auf der WTA Tour spielte Varul im Oktober 2022, als sie eine Wildcard für die Qualifikation zum Hauptfeld im Dameneinzel der Tallinn Open erhielt. Sie verlor aber bereits ihr Auftaktmatch gegen Heather Watson mit 1:6 und 1:6.
Ende Oktober 2024 gewann sie ihr erstes ITF-Turnier im Doppel.

### Doppel
| Nr. | Datum            | Turnier   | Kategorie | Belag     | Partnerin      | Finalgegnerinnen                                    | Ergebnis          |
| --- | ---------------- | --------- | --------- | --------- | -------------- | --------------------------------------------------- | ----------------- |
| 1.  | 19. Oktober 2024 | Huamantla | ITF W15   | Hartplatz | Malaika Rapolu | Claudia Sofia Martinez Solis Maria Fernanda Navarro | 7:64, 4:6, [10:7] |